# Thomas Dekker (toneelschrijver)
Thomas Dekker (Londen, ca. 1572 - aldaar, 25 augustus 1632) was een veelzijdig en vruchtbaar Engels toneel- en pamfletschrijver. Hij beweerde in totaal meer dan 240 toneelstukken te hebben geschreven. 
In 1612 schreef hij een pageant (vertoning met veel praal) in de Lord Mayor's Show in Londen voor de nieuwe burgemeester John Swinnerton. Hierin gebruikte hij allegorische figuren zoals de Deugd, de Afgunst en de Roem om de pasgekozen burgemeester een succesvolle ambtsperiode te voorspellen. Tussen 1613 en 1619 belandde hij in de gevangenis, waarschijnlijk wegens schulden. 

## Werken
De meeste van zijn werken zijn verloren gegaan. Ongeveer twintig van zijn toneelstukken werden tijdens zijn leven gepubliceerd. Meer dan de helft ervan zijn komedies, drie ervan zijn tragedies: "Lust's Dominion" - 1600 - (vermoedelijk identiek aan The Spanish Moor's Tragedy, geschreven met Day, Marston en William Haughton), "The Witch of Edmonton" (met Ford en Rowley, 1621), en "The Virgin Martyr" (met Massinger, 1620).

### Toneel
- 1596, Old Fortunatus
- 1599, The Shoemaker's Holiday
- 1622, The Noble Spanish soldier
- 1623, The Welsh Embassador

### Pamfletten
- 1603, The Wonderfull Yeare
- 1608, The Belman of London
- 1609, The Guls Horne-Book

## Trivia
In 1969 zouden The Beatles zich inspireren op zijn ballade 'Golden Slumbers' voor hun gelijknamig nummer.